# 칠원 요금소
칠원 요금소(漆原料金所, Chirwon TG)는 경상남도 함안군 칠원읍 오곡로 158-2에 위치한 중부내륙고속도로 본선 상의 요금소이다. 칠원 분기점에서 남쪽으로 약 420m 떨어져 있다.
1995년 12월 27일 구마고속도로가 왕복 2차선에서 4차선으로 확장 개통하게 되면서 새로 건설되었으며, 확장 개통과 동시에 영업을 개시했다. 2001년 8월 25일 고속도로 노선 체계 개편으로 중부내륙고속도로의 요금소가 되었다.

## 연혁
- 1995년 3월 24일 : 1995년 12월까지 마산시 회원구 내서면 구간 확장 및 칠원 요금소 신설을 위해 경상남도 함안군 칠원면 오곡리 ~ 마산시 회원구 내서면 중리 2.83km 구간을 2.76km로 도로구역 변경[2]
- 1995년 12월 27일 : 구마고속도로 내서 ~ 옥포 63.2km 구간 확장 개통과 함께 영업 개시.
- 2001년 8월 25일 : 고속도로 노선 개편으로 중부내륙고속도로의 요금소가 됨.

## 교통량 정보
| 요금소        | 통행량 (대/일) | 통행량 (대/일) | 통행량 (대/일) | 통행량 (대/일) | 통행량 (대/일) | 통행량 (대/일) | 통행량 (대/일) | 통행량 (대/일) | 통행량 (대/일) | 통행량 (대/일) | 각주  |
| 요금소        | 2001년         | 2002년         | 2003년         | 2004년         | 2005년         | 2006년         | 2007년         | 2008년         | 2009년         | 2010년         | 각주  |
| ------------- | -------------- | -------------- | -------------- | -------------- | -------------- | -------------- | -------------- | -------------- | -------------- | -------------- | ----- |
| 칠원 (폐쇄식) | 16,487         | 9,698          | 9,352          | 9,345          | 9,789          | 8,868          | 9,266          | 10,180         | 10,762         | 11,292         | [ 3 ] |
| 요금소        | 2011년         | 2012년         | 2013년         | 2014년         | 2015년         | 2016년         | 2017년         | 2018년         | 2019년         |                | [ 3 ] |
| 칠원 (폐쇄식) | 11,720         | 11,553         | 12,040         | 12,322         | 12,849         | 13,089         | 12,800         | 12,301         | 12,449         |                | [ 3 ] |

## 여담
- 대구/양평 방면에서 내려오는 차량들 대부분은 코앞의 칠원 분기점에서 다 빠져나가기 때문에 여기까지 오는 몇 안되는 차량들은 다 창원 사람들이다.통행량이 별도 되지 않음에도 요금소 규모는 상당히 큰데 2001년 이전에는 칠원 분기점이 없었기 때문에 대구에서 내랴오는 차량들이 전부 여기를 통과해서 그렇다.여하튼 이때문에 요금소 절반을 막아 놓고 일부만 오픈하고 있으며 앞으로도 막아논 걸 치울 일은 없을 듯 싶다.